# Gänsehaut (Kinderbuchreihe)

Deutsches Gänsehaut-Logo

Gänsehaut, im englischen Original Goosebumps, ist eine Taschenbuchreihe mit Gruselgeschichten für Kinder und Jugendliche des amerikanischen Schriftstellers R. L. Stine. Der erste Band erschien 1992, bis heute umfasst die Reihe nahezu 100 Bände. Auf Deutsch erscheinen die Bücher im Omnibus-Verlag, von 1995 bis 2008 ein Imprint des Cbj Kinderbücher Verlags.
Bis heute wurden weltweit 350 bis 400 Millionen Gänsehaut-Bücher in 32 Sprachen verkauft. Damit gilt die Kinderbuchreihe als erfolgreichste nach Harry Potter.

## Hintergrund
Die Reihe ist konzipiert für jugendliche Leser von 10 bis ungefähr 14 Jahren. Die Helden wechseln und sind immer gemischte Gruppen aus Jungen und Mädchen von zwei bis vier Personen. Ihre Abenteuer erleben sie an Orten, die einen Bezug zur Lebenswirklichkeit der Leser haben. Literarisches Grundprinzip ist die ineinander gebaute Verschachtelung von jugendlichem Alltag und dem Übersinnlichen.
Gewöhnlich spielen Ungeheuer eine ebenso große Rolle wie Gespenster oder Untote. Orte des Geschehens sind meist geschlossene Lokalitäten wie verlassene Spukvillen oder Schulgebäude bei Nacht. Die Helden leben meist in westlichen amerikanischen Kleinstädten, Vororten oder Dörfern, selten in Großstädten. Jedoch werden stets fiktive Namen für die Orte verwendet.
Den meisten Bänden ist eines gemein: Ein jugendlicher Ich-Erzähler erzählt die Geschichte aus seiner Perspektive. Dieser Erzähler ist es auch, der als Erster, manchmal als Einziger, den Horror bemerkt (Identifikation). Die Sprache ist dabei aktueller Jugendsprache angeglichen, eher locker und umgangssprachlich. Auch zeigt der Horror manchmal seine komischen Seiten: So kehrt in dem Band Das unheimliche Labor ein Vater, der Klonforscher ist, als Gänseblümchen zu den Kindern zurück.
In vielen Bänden lässt sich folgendes Schema betrachten: Ein Jugendlicher (meist ein junger Teenager) zieht in ein etwas abgelegenes Haus, in dem es spukt oder dessen Umgebung von Spukgestalten heimgesucht wird. Meist glauben die Erwachsenen den Kindern nicht, wenn diese ihnen von den Geistern berichten. Gelegentlich kommt es am Ende zu einer unerwarteten Wendung in der Handlung, in deren Verlauf sich die Protagonisten selbst als Monster entpuppen.
Häufig scheint gegen Ende das zunächst besiegte Unheil wiederzukommen – der Ausgang bleibt aber unklar. Gelegentlich ist das Ende auch humorvoll bis ironisch. So im Band Panikpark, in dem ein dienstbeflissenes Vergnügungspark-Monster der zuvor erschreckten Familie Eintrittskarten schenkt. Die jugendlichen Leser sollen zwar mit einem Gruseln, nicht aber mit einem Gefühl der Beklemmung aus der Lektüre entlassen werden. Nur in seltenen Fällen (in der etwas härter angelegten Nebenreihe Doppelschocker mit Kurzgeschichten) kommt der Held zu Tode.
Goosebumps, Gänsehaut und seine Logos sind geschützte Warenzeichen von The Parachute Press, Inc.

## Fernsehserie und Filmadaption
Einige Geschichten der Reihe wurden – teilweise abgewandelt – für das US-amerikanische Fernsehen als gleichnamige Kinderserie verfilmt, die von 1995 bis 1998 lief. Einige wenige Episoden sind auf VHS erschienen. In Deutschland wurde die Serie unter dem Titel Gänsehaut – Die Stunde der Geister auf verschiedenen Sendern im Free-TV und Pay-TV gezeigt. 2015 wurde die 1. Staffel der Serie auf Netflix veröffentlicht, mit einer neuen Synchronisation, die in München aufgenommen wurde. Im Juni 2015 erschien die komplette Serie auf DVD. Diese beinhaltet 4 Staffeln mit insgesamt 74 Folgen (Staffel 1: 19 Folgen, Staffel 2: 25 Folgen, Staffel 3: 22 Folgen und Staffel 4: 8 Folgen). Staffel 4 ist jedoch nur im Originalton mit deutschen Untertiteln enthalten.
Durch die Verfilmung erzielte die Buchserie einen zusätzlichen Popularitätsgewinn und die Serie wurde zu einer der beliebtesten für Kinder und Jugendliche im Alter von 10 bis ca. 15 Jahren, wie auch für viele Erwachsene. In Disney World Florida wurde eigens eine Gänsehaut-Show mit Bezug zur Serie gezeigt.
Basierend auf der Romanreihe entstand 2015 der Film Gänsehaut und 2018 die Fortsetzung Gänsehaut 2 – Gruseliges Halloween.
2023 veröffentlichte Disney+ eine neue Gänsehaut-Serie. Erstmals bestand die Serie nicht aus unabhängigen Einzelfolgen, sondern besaß einen staffelübergreifenden Handlungsbogen.

## Bisher erschienene Bände
1. Der Spiegel des Schreckens (ISBN 9783570201497)
2. Willkommen im Haus der Toten (ISBN 9783570201503)
3. Das unheimliche Labor (ISBN 9783570201510)
4. Es wächst und wächst und wächst … (ISBN 9783570240151)
5. Der Fluch des Mumiengrabs (ISBN 9783570201534)
6. Der Geist von nebenan (ISBN 9783570202364)
7. Es summt und brummt- und sticht! (ISBN 9783570203088)
8. Die Puppe mit dem starren Blick (ISBN 9783570202623)
9. Nachts, wenn alles schläft … (ISBN 9783570202630)
10. Der Gruselzauberer (ISBN 9783570240298)
11. Die unheimliche Kuckucksuhr (ISBN 9783570203569)
12. Die Nacht im Turm der Schrecken (ISBN 9783570200230)
13. Meister der Mutanten (ISBN 9783570203965)
14. Die Geistermaske (ISBN 9783570203972)
15. Die unheimliche Kamera (ISBN 9783570203989)
16. … und der Schneemensch geht um (ISBN 9783570203996)
17. Der Schrecken, der aus der Tiefe kam (ISBN 9783570204177)
18. Endstation Gruseln (ISBN 9783570240335)
19. Die Rache der Gartenzwerge (ISBN 9783570240342)
20. Der Geisterhund (ISBN 9783570204320)
21. Die Wut der unheimlichen Puppe (ISBN 9783570204634)
22. Mein haarigstes Abenteuer (ISBN 9783570204641)
23. Gib Acht, die Mumie erwacht (ISBN 9783570204658)
24. Wer die Geistermaske trägt (ISBN 9783570204603)
25. Der Werwolf aus den Fiebersümpfen (ISBN 9783570204610)
26. Die unheimliche Puppe kehrt zurück (ISBN 9783570204627)
27. Es wächst weiter (ISBN 9783570205372)
28. Der Kopf mit den glühenden Augen (ISBN 9783570205389)
29. Hühnerzauber (ISBN 9783570205396)
30. Wenn das Morgengrauen kommt (ISBN 9783570240465)
31. Ich kann fliegen! (ISBN 9783570205624)
32. Mein unsichtbarer Freund (ISBN 9783570205938)
33. Der Schreckensfisch (ISBN 9783570205969)
34. Die Geisterschule (ISBN 9783570205983)
35. Das verwunschene Wolfsfell (ISBN 9783570206041)
36. Um Mitternacht, wenn die Vogelscheuche erwacht (ISBN 9783570206553)
37. Der Vampir aus der Flasche (ISBN 9783865360816)
38. Der Schneemann geht um (ISBN )
39. Die Geisterhöhle (ISBN 9783570206591)
40. Panikpark (ISBN 9783570206959)
41. Bei Anruf Monster (ISBN 9783570206966)
42. Die Monster vom Fluss (ISBN 9783570206973)
43. Fünf x ich (ISBN 9783570207116)
44. Rache ist … (ISBN 9783570207192)
45. Spürst du die Angst? (ISBN 9783570207222)
46. Der Ring des Bösen (ISBN 9783570207284)
47. Der Werwolf ist unter uns (ISBN 9783570204580)
48. Das Versteck der Mumie (ISBN 9783570207321)
49. Bitte lächeln! (ISBN 9783570240267)
50. Das Geisterauto (ISBN 9783570209264)
51. Der Geist ohne Kopf (ISBN 9783570240373)
52. Das Geisterpiano (ISBN 9783570209325)
53. Es atmet (ISBN 9783570209370)
54. Fürchte dich sehr! (ISBN 9783570209417)
55. Der Geist im Spiegel (ISBN 9783570240519)
56. Das Biest kommt in der Nacht (ISBN 9783570209820)
57. Das Phantom in der Aula (ISBN 9783570216811)
58. Das Sumpfmonster (ISBN 9783570211359)
59. Vollmondfieber (ISBN 9783570211403)
60. Die Nacht der glühenden Kürbisse (ISBN 9783570211434)
61. Gib acht, was du dir wünschst! (ISBN 9783570217832)
62. Das Monster aus dem Ei (ISBN 9783570217849)
63. Eine Legende zum Fürchten (ISBN 9783570217856)
64. Die Schule des Schreckens (ISBN 9783570217863)
65. Alien-Alarm (ISBN 9783570217870)
66. Die Rache der unheimlichen Puppe (ISBN 9783570217887)
67. Die Rückkehr der Monster (ISBN 9783570220122)
68. Überraschung für die unheimliche Puppe (ISBN 9783570220139)
69. Wächter des Schreckens
70. Monsterblut (ISBN 9783570132951)
71. Gänsehaut – das Buch zum Film (ISBN 9783570172230)

## Gänsehaut HorrorLand
2008 erschien das erste Buch der Spin-off-Serie Gänsehaut HorrorLand (Im Original Goosebumps HorrorLand). Stine greift darin auf ältere Gänsehaut-Romane zurück und lässt alte Freunde und Feinde, aber auch neue Charaktere aufeinander treffen. Jeder Roman ist in zwei Teile unterteilt. Der erste gleicht einem klassischen Gänsehaut-Roman und endet mit einer Einladung ins HorrorLand. Im zweiten Teil folgt der Protagonist der Einladung und findet sich in einem unheimlichen Freizeitpark wieder. Meist trifft er auf das Monster, dem er im ersten Teil entkommen ist. Am Ende des Buches stößt er zu einer Gruppe Kinder, die ebenfalls eine Einladung bekommen haben und versuchen das Rätsel um die gruseligen Geschehnisse zu lösen.
1. Willkommen im Horrorland (ISBN 9783570219348)
2. Das Grauen aus der Tiefe (ISBN 9783570219355)
3. Die Büchse des Verderbens (ISBN 9783570219720)
4. Das Haus der unheimlichen Masken ( ISBN 9783570219829)
5. Wer hat Angst vor Dr. Crazy? (ISBN 9783570220160)
6. Die Rückkehr der Mumie (ISBN 9783570220177)
7. Ein Monster kommt selten allein (ISBN 9783570220184)
8. Die Kamera des Grauens (ISBN 9783570220191)
9. Das Gruselcamp (ISBN 9783570220207)
10. Die telepathischen Zwillinge (ISBN 9783570220214)
11. Flucht aus Horrorland (ISBN 9783570220221)
12. Das Grauen kehrt zurück (ISBN 9783570220238)

## Gänsehaut Abenteuer-Spielbücher
Bei den Gänsehaut Abenteuer-Spielbüchern geht es um Geschichten, die immer wieder an sehr spannenden Stellen abbrechen. Um den Geschichtsverlauf selbst bestimmen zu können, wird der Leser anschließend aufgefordert, eine Entscheidung zu treffen, wobei ihm verschiedene Optionen zur Verfügung stehen.
Bisher erschienene Bände
1. Die Geisterbahn des Grauens (ISBN 9783570204665)
2. Im Bann des Magiers (ISBN 9783570204672)
3. Geheimtreff: Villa Fledermaus (ISBN 9783570205419)
4. Tief im Dschungel des Verderbens (ISBN 9783570205952)
5. Wer die Mumie stört (ISBN 9783570206010)
6. Unter Werwölfen (ISBN 9783570206560)
7. Der Schrei des Bösen (ISBN 9783570206584)
8. Ein grenzenloser Albtraum (ISBN 9783570209257)
9. Im Haus der Poltergeister (ISBN 9783570209592)
10. Der Fluch der Klapperschlange (ISBN 9783570209813)
11. Die Rache der Werwölfe (ISBN 9783570209837)
12. Der Fluch der Ruhelosen (ISBN 9783570210659)
13. Haus der hundert Schrecken (ISBN 9783570210666)
14. Zimmer frei – Grusel inklusive (ISBN 9783570210673)
15. Die Insel der Schrecken (ISBN 9783570211441)